# Площадь Крестоносцев
Площадь Крестоносцев (чеш. Křižovnické náměstí) — площадь в Праге, расположенная на староместском (правом) берегу Влтавы, недалеко от Карлова моста на Королевском пути. Одна из самых маленьких площадей в Праге, при этом она является одним из самых посещаемых достопримечательностей чешской столицы. В Средневековье здесь протекал рукав Влтавы, отделявший Остров крестоносцев, с которого в XIX веке была переброшена сводчатая арка на староместский берег, что расширило площадь около мостовой башни. Остров, как и площадь, были названы в честь монастыря Ордена крестоносцев с красной звездой на северной стороне площади, который также занимает часть острова.

## История
У 1231 году Святая Агнесса Чешская основала при костёле Святого Гаштала госпиталь, который давал приют бездомным и обеспечивал уход за престарелыми и больными людьми. Через несколько лет Агнесса обратилась к папе Григорию IX с просьбой присвоить этому госпиталю статус самостоятельного духовного ордена. Папа удовлетворил просьбу Агнессы, и вскоре из госпитального братства вырос чешский орден госпитальеров - Ордена крестоносцев с красной звездой. К красному кресту, символизировавшему благотворительность, добавилась шестиконечная звезда такого же цвета.
Современный облик площадь приобрела в 1848 году, когда она была расширена за счет того, что были замурованы арки Юдитина моста, и открыт памятник королю Карлу IV.

## Описание

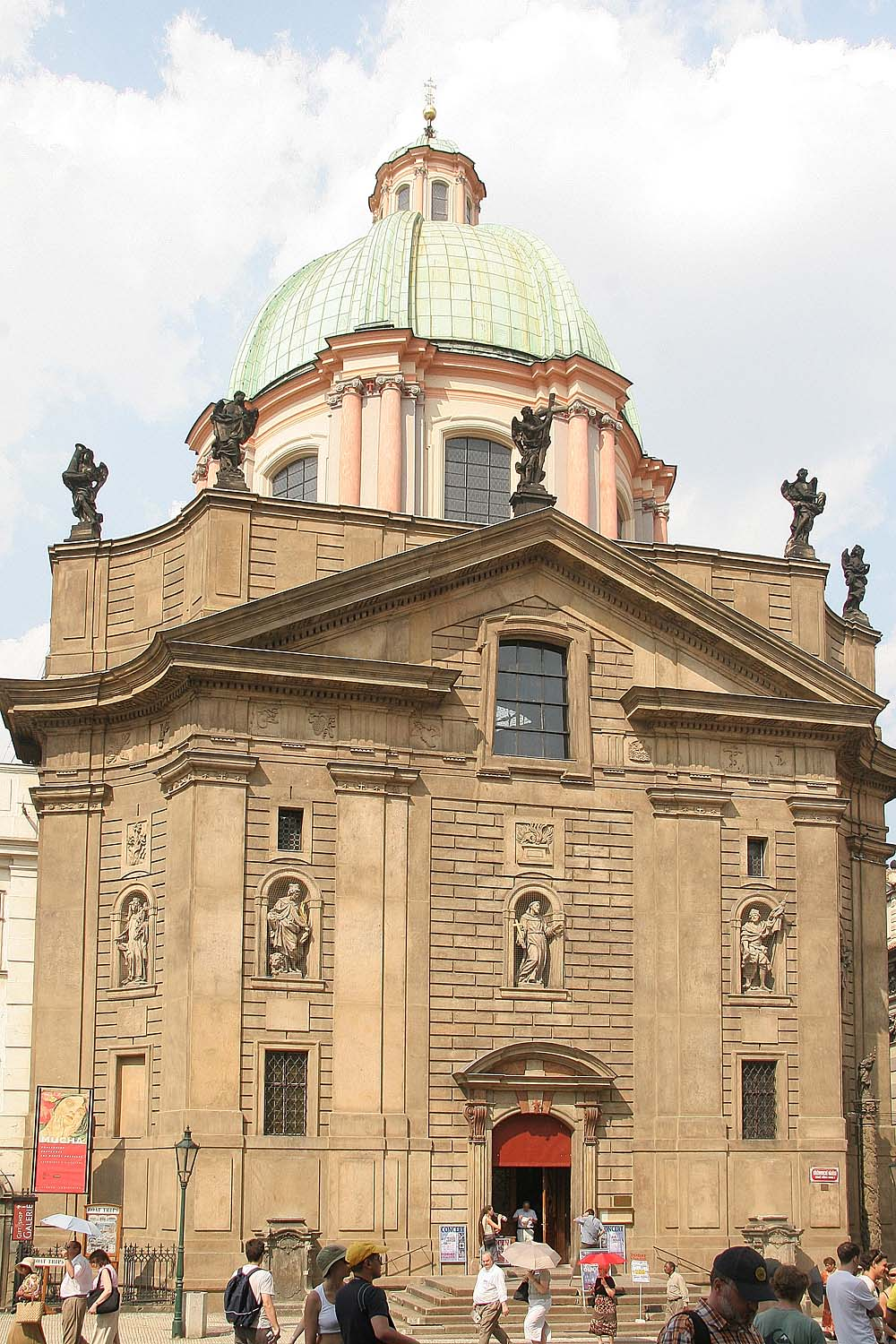
Костёл Святого Франциска Ассизского

Площадь представляет собой завершенный ансамбль, в котором, благодаря высокой художественной ценности каждого компонента, гармонично сочетаются стили барокко и готика. На северной стороне площади стоит Костёл Святого Франциска Ассизского. Угловой ризалит соседнего монастыря крестоносцев включает кладку мостовой башни бывшего Юдитина моста. Узкая часть площади вдоль монастыря здания имеет пониженный уровень, потому что находится на арке Юдитина моста.

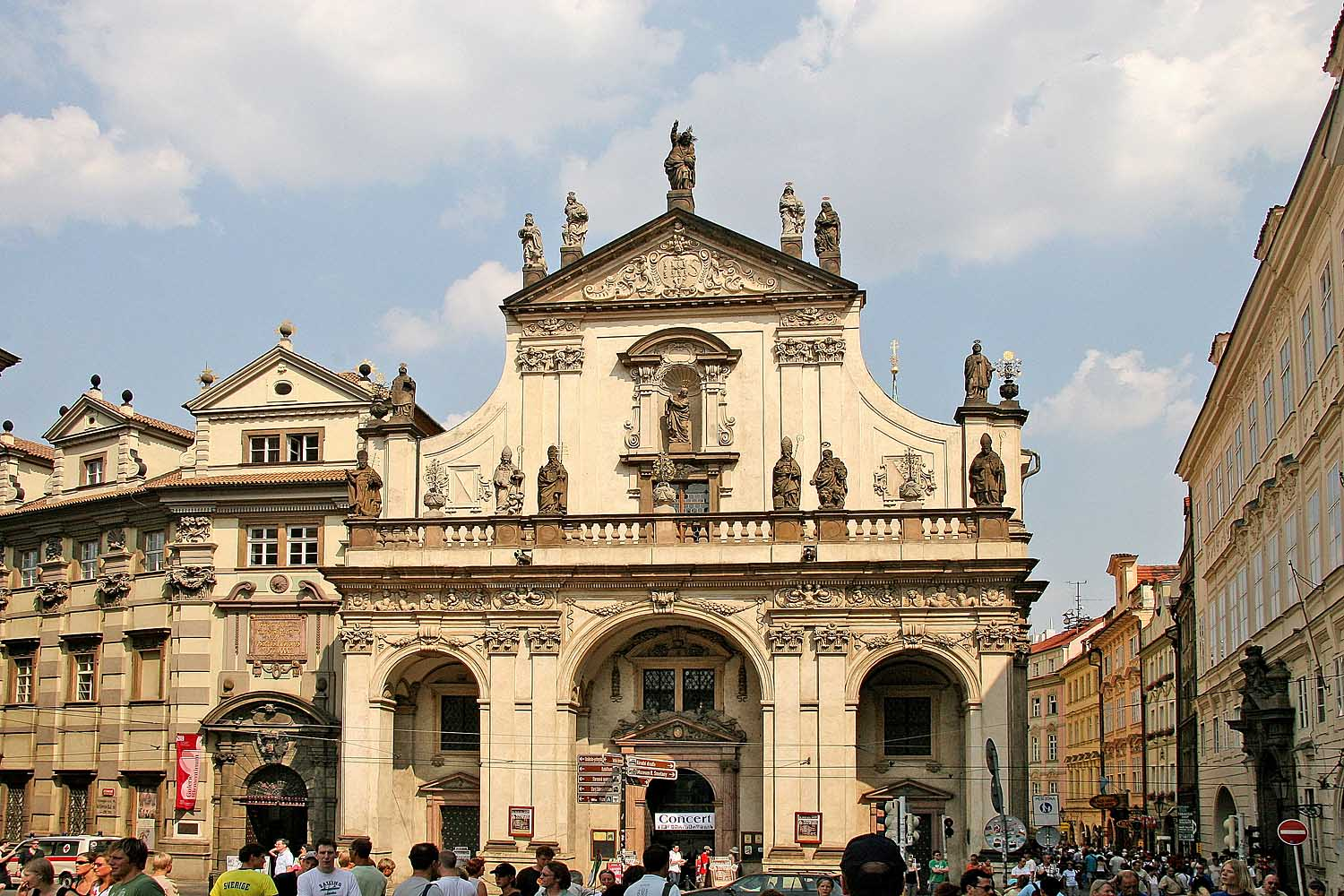
Костёл Святого Сальватора

Восточная сторона формирует фасад костёла Святого Сальватора, который является частью пражского Клементинума. Вдоль восточной стороны идет важный транспортный маршрут - трамвайная линия вдоль набережной - и сильно загруженная автомобильная дорога.

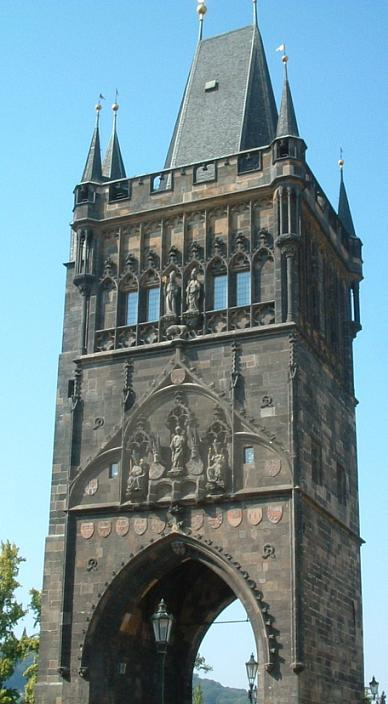
Староместская мостовая башня

Среди других достопримечательностей площади выделяются Староместская мостовая башня и неоготический памятник Карлу IV, созданный по модели дрезденского скульптора Эрнста Хенеля.

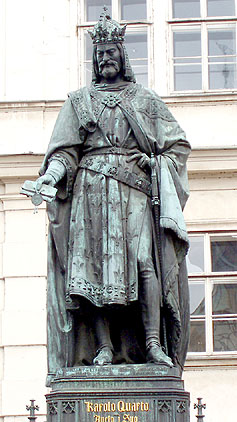
Памятник Карлу IV

Памятник отлит нюрнбергским литейщиком Якобом Даниэлем Бургшмитом и должен был быть открыт в 1848 году к 500-летию со дня основания Карлова университета. Но из-за студенческих волнений во время Славянского конгресса открытие было отложено до января 1851 года.
На оси ворот мостовой башни стоял в прошлом Виноградарский (или Винный столб), украшенный лозой, со статуей св. Вацлава, который, согласно легенде ухаживал за виноградниками своего деда Борживоя, первого покровителя виноградной лозы в Чехии, и собственными руками делал вино для мессы. Барочный столб, созданный Яном Иржи Бендламом в 1676 году, в 1847 году был перенесен на северо-восточную сторону площади, к углу костела крестоносцев, через дорогу от Клементинума.
При входе на мост стоял сторожевой двухэтажный домик для охранников моста, бывший частью городских укреплений. Он изображен на одной из гравюр Дитзлера, посвященной коронационному шествию Марии Терезии.